# Microvenator
Microvenator (significada "pequeno caçador") é um gênero de dinossauro carnívoro e bípede que viveu no início do período Cretáceo. Media em torno de 1,2 metros de comprimento, 0,8 metros de altura e pesava entre 3 e 10 quilogramas. Alguns cientistas acreditam, entretanto, que os fósseis encontrados sejam de uma espécime jovem, ou seja, um adulto poderia medir bem mais do que 1,2 metros de comprimento.
O microvenator viveu na América do Norte e seus fósseis foram encontrado em Montana, Estados Unidos. Foi um dos menores e mais leves terópodos que já existiram, tinha o tamanho de um peru, sendo que alguns cientistas acreditam que eles tivessem penas.
Ainda não foi possível classificar o microvenator em uma família específica, até mesmo a inclusão dele na micro-ordem coelurosauria não tem sido muito assimilada.

## Outras espécies
- Microvenator chagyaensis